# Hemiphractus johnsoni
Hemiphractus johnsoni é uma espécie de anfíbio da família Hemiphractidae.
Pode ser encontrada nos seguintes países: Brasil, Colômbia e possivelmente em Peru.
Os seus habitats naturais são: regiões subtropicais ou tropicais húmidas de alta altitude.
Está ameaçada por perda de habitat.